# Tholi di 4 Vesta
Segue una lista dei tholi presenti sulla superficie di 4 Vesta. La nomenclatura di 4 Vesta è regolata dall'Unione Astronomica Internazionale; la lista contiene solo formazioni esogeologiche ufficialmente riconosciute da tale istituzione.
I tholi di Vesta portano i nomi di festività romane o luoghi associati alle vestali.
Sono tutti stati identificati durante la missione della sonda Dawn, l'unica ad avere finora raggiunto Vesta.

## Prospetto
| Tholi           | Eponimo | Latitudine | Longitudine | Diametro |
| --------------- | --- | ---------- | ----------- | -------- |
| Aricia Tholus   | Ariccia - Città della Lega Latina. | 13,38° N   | 311,55° E   | 39,02 km |
| Brumalia Tholus | Brumalia - Festività dedicata a Saturno, Cerere e Bacco celebrata in occasione del solstizio invernale.                                               | 6,31° S    | 64,99° E    | 48,21 km |
| Lucaria Tholus  | Lucarie - Festività dedicata alle divinità dei boschi dove i Romani si rifugiarono dopo la sconfitta subita dai Galli nella battaglia del fiume Allia | 12,9° S    | 253,65° E   | 24,75 km |